# Georg Stenfelt
Georg Stenfelt, född 9 maj 1678 (enligt Gustaf Elgenstierna) i Malmö, död 21 september 1758 på ätten Stenfelts stamgods Möckhult i Fliseryd, började sin militära bana som lärkonstapel vid fältartilleriet och slutade den som kapten vid infanteriet. 
Han var son till den nordtyske sockerbagaren Lorentz Stenfelt och Anna Göransdotter (Rode enligt Gustaf Elgenstierna, Holst enligt Stenfeltska släktföreningen). Han blev stamfar för den adliga ätten Stenfelt. Gift i första äktenskapet med Elsa Charlotta Stråle af Sjöared och i andra med Andretta Margareta Ehrenborg.
Militärrullor och andra arkiverade handlingar indikerar att Georg Stenfelt möjligen föddes sent på 1680-talet. År 1683 nämns också.